# Гучков, Ефим Фёдорович
Ефим Фёдорович Гучков (1805 — 29 сентября (11 октября) 1859) — купец первой гильдии, мануфактур-советник. Московский городской голова (1858—1859). Потомственный почётный гражданин. 

## Предпринимательская деятельность
Родился в 1805 году. Происходил из московского купеческого рода Гучковых, основателем которого стал его отец Фёдор Алексеевич (1779 – 1856), открывший в конце XVIII века в Подмосковье фабрику по производству шалей на французский и турецкий манер. Во время войны 1812 года предприятие было уничтожено пожаром, после чего восстановлено на новом месте. В 1825 году Фёдор Алексеевич передал фабрику в распоряжение своим сыновьям Ефиму и Ивану. Впоследствии братья разошлись и вели свои дела отдельно друг от друга.
В детстве Ефим Гучков получил скромное образование и затем уже пополнял свои знания за счёт чтения научной и художественной литературы. Также он самостоятельно овладел французским и немецким языками. 
Ефим Фёдорович Гучков принялся за развитие производства на предприятии. Для этого он ездил заграницу, где закупил на 300 тысяч рублей прядильных и чесальных машин и организовал в Москве шерстопрядильню. Первое время на его фабрике использовалась английская шерсть, но потом был придумана технология и для русской шерсти. В 1839 году качество продукции его фабрики было подтверждено разрешением ставить на неё герб Российской империи. В 1840-х годах по инициативе Гучкова на Кузнецком мосту был открыт «Магазин русских изделий». Кроме того, товары производства Гучкова участвовали во Всероссийских мануфактурных выставках. Он был экспертом со стороны российских фабрикантов на первой в истории Всемирной выставки, проходившей в лондонском Гайд-парке с 1 мая по 15 октября 1851 года. 
К 1849 году на фабрике трудилось до 3500 рабочих. В середине XIX века Гучков устроил камвольно-прядильную фабрику. В 1854 году часть фабрики сгорела, а восстановить её при жизни Ефима Фёдоровича не успели. Реконструкция была закончена в 1861 году его сыновьями: Иваном, Николаем и Фёдором. Предприятие, называвшееся при жизни Е. Ф. Гучкова «Ефим Федорович Гучков», после его смерти было переименовано в «Ефима Гучкова сыновья». По данным на 1855 год производство Гучкова располагало 97 строением, из которых 24 были кирпичными, что в тогдашней преимущественно деревянной Москве свидетельствовало о надёжности его дела.

## Общественная и политическая деятельность
Ефим Гучков был одним из самых активных фабрикантов в московской общественной жизни. Впервые он проявил себя в 1830 году, когда стал попечителем московских холерных больниц. Гучков принимал активное участие в создании больниц и школ для детей, чьи родители умерли от холеры в Москве. В начале 1840-х годов на его фабрике была образована школа для мальчиков. В 1852 году он был избран членом Совета Московской практической коммерческой академии, а в 1858 году — городской головой Москвы. Умер, находясь на этой должности, 29 сентября (11 октября) 1859 года. Был похоронен на Преображенском кладбище.

## Награды
Российской империи:
- Малая золотая медаль «за шалевые изделия и платки на манер Английских, хорошей доброты и в большом количестве выделываемые» на Первой выставке российских мануфактурных изделий 1829 года[4].
- Золотая медаль на Анненской ленте для ношения на шее за распространение торговли (1830 год).
- Золотая медаль на Владимирской ленте «за усердное исполнение распоряжений правительства во время бывшей в Москве холеры в 1831 году».
- Большая золотая медаль за участие в выставке в Москве в 1831 году.
- Бриллиантовый перстень «за отличное усердие к пользам мануфактурной промышленности» (1832 год).
- Орден Святого Станислава 4-й степени за участие в Московской выставке 1835 года.
- Орден Святой Анны 3-й степени «в воздаяние усердных трудов на пользу отечественной мануфактурной промышленности, доказанных на бывшей в Париже выставке в 1842 году».
- Орден Святого Станислава 2-й степени «в уважение значительных пожертвований на военные надобности» (1856 год).
- Императорская корона на орден Святого Станислава 2-й степени за выставку в Варшаве в 1857 году.
- Звание мануфактур-советника за успехи в мануфактурной промышленности, «доказанные на бывшей в Санкт-Петербурге выставке» (1833 год).
- «Монаршее благоволение, Высочайше объявленное за улучшение мануфактур и ревностные действия на пользу общую» (в 1849 году).
- Бронзовая медаль в память пожертвований (1853–1856 года).

Иностранных государств: 
- Медаль и диплом Лондонской Королевской комиссии за участие в работе комиссии Лондонской всемирной выставки в 1851 году.
- Персидский Орден Льва и Солнца со звездой 2-й степени «за значительные торговые сношения с Персией, принятие и ношение которого Высочайше разрешено в 1856 году».

## Семья
В июле 1831 года женился на 19-летней Александре Егоровне Малышевой, дочери купца-старообрядца. У них было трое сыновей: Иван (1833—1904), Николай (1835—1884) и Фёдор (1837—1909). При родах дочери Анны умерла 3 декабря 1838 года Александра Егоровна скончалась. 